# Гризуолд, Морли
Морли Айзек Гризуолд (англ. Morley Isaac Griswold; 10 октября 1890 — 3 октября 1951) — американский политик, 16-й губернатор Невады.

## Биография
Морли Гризуолд родился в городе Элко, штат Невада, в 1890 году. В 1913 году он получил степень бакалавра, а в 1915 году степень магистра юриспруденции в Мичиганском университете. Во время Первой мировой войны Гризуолд служил в звании первого лейтенанта в армии США, а позже в составе Американского экспедиционного корпуса.
После службы в армии Гризуолд занялся юридической практикой в своём родном городе Элко. В 1927—1934 годах он занимал должность вице-губернатора Невады. 21 марта 1934 года умер губернатор штата Фред Балзар, и Гризуолд стал исполняющим обязанности губернатора. Во время его пребывания в должности было обеспечено дополнительное финансирование для улучшения автомагистралей, а также приняты меры для оказания помощи во время экономической депрессии.
После неудачной попытки переизбраться на второй срок, Гризуолд покинул свой пост 7 января 1935 года. В 1942 году он возглавил Республиканскую партию штата и несколько раз был делегатом национального съезда партии. Позже Гризуолд ушёл из политики и вернулся к юридической практике.
Гризуолд был женат на Марианне Уильямсон. У них было двое детей.
Морли Гризуолд умер 3 октября 1951 года. Его тело было кремировано, а прах развеян из самолёта над северо-центральной Невадой. На кладбище Элко был сооружён кенотаф.